# Gustavo Fontana
Gustavo Fontana (Buenos Aires, 22 maart 1969) is een Argentijns dirigent en pedagoog.

## Levensloop
Fontana werd op 8-jarige leeftijd lid van het kinderkoor aan het Teatro Colón in Buenos Aires, die toen onder leiding stond van Valdo Sciammarella. Hij bleef lid van dit koor tot 1984. In 1986 studeerde hij trompet bij Alfredo Roel en deze studie zette hij voort aan het Conservatorio Nacional de Argentina in Buenos Aires bij Osvaldo Lacunza. In 1994 belegde hij ook de studie voor orkest-, koor- en HaFa-directie bij Christóbal Soler Almudéver, een Spanjaard. Met een studiebeurs van de Argentijnse Minister voor cultuur en schoolopleiding kon hij in de Verenigde Staten gaan studeren, onder andere aan de Juilliard School of Music in New York. 
Verder deed hij studiereizen naar Parijs bij Eric Aubier, naar Londen bij John Wallace en naar Duitsland en Uruguay bij Enrique Crespo om zijn vakbekwaamheid te voltooien. 
Sinds 1990 is hij trompettist bij de Banda Sinfónica de la Ciudad de Buenos Aires. Verder is hij lid van het Orquesta Juvenil de Radio Nacional, het Orquesta Estable del Teatro Colón, het Orquesta Filarmónica de Buenos Aires en het Philharmonisch Orkest van Israël. 
Sinds september 2000 is hij docent aan de Universiteit van Buenos Aires - Faculteit voor Filosofie en talen - en is hoofd van de muzikale formaties en dirigent van het harmonieorkest. Verder is hij docent en sectieleider voor trompet aan het Conservatorio Municipal de Música "Manuel de Falla". Sinds 1989 is hij ook koorleider van de Cátedras de Coro y Música Celta del Centro Galicia de Buenos Aires. Met een speciale groep "ÁBREGO" (Música Folk Celta Sinfónica) was hij ook al in Europa in Spanje, Ierland en in Schotland en vanzelfsprekend ook in Galicië in Spanje. 
Met het harmonieorkest van de faculteit filosofie en letteren van de Universiteit van Buenos Aires speelt hij regelmatig in alle bekende concertzalen van de stad. Van 2003 tot 2005 was hij gastdirigent van de befaamde Banda Sinfónica de la Ciudad de Buenos Aires (Stedlijk harmonieorkest van Buenos Aires). 
In november 2002 heeft hij aan cursussen van de bekende dirigent Charles Dutoit deelgenomen, die door de Fundación Teatro Colón georganiseerd werden. In juli 2004 ook aan een seminar van Milan Natchev tijdens de 10e editie van de Internationale Opera Workshop in Boergas, Bulgarije. Eveneens in 2004 was hij gastdirigent van de Banda de Música de la Provincia de Córdoba en in 2005 gastdirigent van het Philharmonisch orkest van Vratza, Bulgarije. 